# Nyctibates corrugatus
Genre
Espèce
Statut de conservation UICN

 LC  : Préoccupation mineure
Nyctibates corrugatus, unique représentant du genre Nyctibates, est une espèce d'amphibiens de la famille des Arthroleptidae.

## Répartition
Cette espèce se rencontre jusqu'à 900 m d'altitude dans l'extrême Sud-Est du Nigéria, dans le sud-ouest du Cameroun et en Guinée équatoriale.

## Publication originale
- Boulenger, 1904 : Descriptions of Two new Genera of Frogs of the Family Ranidae from Cameroon. The annals and magazine of natural history : zoology, botany, and geology, ser. 7, vol. 13, p. 261-262 (texte intégral).